# Andrew Van de Kamp
Andrew Van de Kamp è un personaggio della serie televisiva Desperate Housewives, interpretato da Shawn Pyfrom.
Dalla sesta stagione è uscito dal cast principale della serie e compare solo in determinati episodi venendo accreditato come special guest star.

## Personaggio
Figlio di Rex e Bree Van de Kamp, nonché il fratello maggiore di Danielle. Andrew è un ragazzo difficile, ribelle e ostile nei confronti della madre Bree, anche se nel corso della serie i loro rapporti migliorano. A volte appare come un ragazzo insensibile e troppo preso da se stesso, ma col tempo diventa più sensibile dei sentimenti altrui, è un buon amico di Julie Mayer.
All'inizio della serie viveva al N° 4354 di Wisteria Lane, e al 4350 quando Bree gli compra la vecchia casa di Martha Huber.

## Storia

### Prima stagione
Fin dai primi episodi si può notare i problemi che Andrew ha nei confronti della madre, più che altro mossi dal fatto che lui si sente soffocato dalle manie di perfezione della madre. Durante una festa Susan sorprende Andrew mentre si fa il bagno nudo in piscina con un altro ragazzo, scoprendo infatti che è gay. Una sera, guidando l'auto nonostante fosse ubriaco, Andrew investe Juanita Solis, la madre del suo vicino Carlos Solis, e dopo aver passato un periodo in coma all'ospedale la donna muore, Rex e Bree cercano di coprirlo. Andrew inizia a fare uso di marijuana, e Bree è esterrefatta dalla mancanza di senso di colpa del figlio per quello che ha fatto, quando il suo comportamento diventa ingestibile i genitori lo rinchiudono in un centro di riabilitazione per giovani difficili. Andrew torna a casa e il suo segreto sulla sua omosessualità viene a galla, il padre è tollerante ma Bree gli dice che la sua condizione è un peccato. Andrew si confessa con il prete dicendogli che si vendicherà con la madre facendole qualcosa di orribile. A fine stagione Andrew, come la madre e la sorella, deve affrontare il lutto della morte del padre.

### Seconda stagione
I rapporti fra Bree e Andrew si fanno più difficili. Bree inizia a frequentare George Williams, ma Andrew non approva la loro relazione. George muore suicidandosi e viene rivelato che è stato lui a uccidere Rex, somministrandogli del potassio nelle sue pillole. Andrew esprime la sua rabbia dicendo alla madre che un suicidio non era il modo giusto per farla pagare a George, ma Bree per consolare il figlio gli dice che George non aveva intenzione di uccidersi, ma che sperava che Bree lo salvasse... Ma è una cosa che non ha fatto, e che quindi ha avuto quello che si è meritato. Andrew decide di chiudere i ponti con Bree con l'emancipazione, usando la storia dell'omissione di soccorso nei confronti di George come leva per ricattare la madre ma quest'ultima si rivolge al suo vicino, l'avvocato Karl Mayer, che dice al ragazzo che anche usufruire della conoscenza di un crimine per ricatto senza dirlo alle autorità è un crimine. Pian piano Andrew diventa sempre più meschino arrivando a farsi del male per dimostrare (falsamente) il fatto che sua madre beve e che di conseguenza tende a picchiarlo. È perfino arrivato ad accusarla di molestie sessuali per ottenere l'emancipazione. Inoltre intenta un processo per cercare di emanciparsi (usando le sue amiche come testimoni per far credere che sua madre sia pericolosa) ma alla fine sua madre riesce a vincere, quando dopo che i nonni di Andrew nel cercare di portarlo a casa con loro, hanno scoperto (tramite un piano architettato da Justin e Bree) che il loro nipote è omosessuale, hanno deciso di ripensarci e di tagliargli il fondo fiduciario... Ed era il motivo per cui Andrew stava cercando di distruggere sua madre. Bree inizia a frequentare un nuovo compagno, Peter. Inizialmente Andrew chiede alla sorella Danielle di sedurlo ma lei si rifiuta di stare al gioco, anche se successivamente accetta per punire sua madre per averla allontanata da Matthew. Ma quando Andrew scopre che Peter è bisessuale va a letto con lui e la madre li sorprende in flagrante. Dopo ciò lo caccia via di casa in quanto non riesce più a gestire il suo carattere. Andrew prima di vedere sua madre andar via, le dice che lui ha vinto in quanto ha scoperto di avere ragione sul fatto che un giorno sua madre, avrebbe smesso di amarlo solo perché omosessuale.

### Terza stagione
Vivendo per strada come un senzatetto, Andrew si guadagna da vivere prostituendosi. Il suo nuovo patrigno, Orson Hodge, riesce a rintracciarlo e lo convince a ritornare a casa in quanto Bree si è pentita di averlo abbandonato. Di ritorno a casa Bree è felice di riavere suo figlio e i loro rapporti gradualmente migliorano, e trova lavoro nella pizzeria del suo vicino di casa, Tom Scavo. Andrew e gli altri conoscono Gloria Hodge, la madre di Orson, la donna non approva il matrimonio di Orson e Bree e cerca di far del male a quest'ultima; Andrew dice a Orson che non permetterà mai a nessuno di far del male alla madre anche a costo di tirar fuori il suo lato peggiore. Gloria cerca di uccidere Bree dissanguandola nella vasca da bagno, ma Andrew e Orson giungono in suo soccorso e fermano Gloria salvando Bree. Danielle rimane incinta di Austin, il nipote di Edie Britt, ed Andrew convince il padre del bambino ad abbandonare la città perché è la cosa migliore.

### Quarta stagione
Andrew aiuta la madre a coprire la gravidanza di Danielle facendo credere che il bambino in realtà sia di Bree e Orson, nonostante Andrew non sia d'accordo. Il bambino nasce e Andrew capisce che non può stare in quella casa e che deve avere una vita sua, pertanto trova un appartamento e vi si trasferisce, inoltre confessa alla madre che non è più arrabbiato con lei per le loro vecchie diatribe e che l'ha perdonata.
Nel finale di stagione, con un salto temporale di cinque anni, si vede Bree che apre la sua nuova attività di catering, e che Andrew le fa da assistente.

### Quinta stagione
Andrew e sua madre hanno sempre più successo con la loro attività, Bree e Orson fanno la conoscenza di Alex, il nuovo fidanzato di Andrew, e i due sono in procinto di sposarsi, e Bree decide di regalare loro la casa della defunta Martha Huber. A causa dei problemi matrimoniali di Bree e Orson, Andrew consiglia alla madre di rivolgersi a un avvocato divorzista, inizialmente Bree era contraria ma alla fine accetta il suggerimento.

### Sesta stagione
Andrew e Bree assumono un nuovo impiegato dalle notevoli capacità, Sam Allen, dopo un po' di tempo si scopre che Sam è il figlio del defunto padre di Andrew, avuto da una relazione avuta molto tempo fa, prima di conoscere Bree. Bree decide di accoglierlo a braccia aperte in famiglia e lo invita a cena insieme a Danielle, durante la cena Andrew, preso dall'invidia per il fatto che Sam sembra il figlio perfetto, esprime la sua rabbia con una scenata di gelosia. Andrew e Orson capiscono che c'è qualcosa di strano nel ragazzo, Sam racconta a tutti che la madre è morta, ma poi scoprono che era una menzogna. Quando Bree capisce che Sam è un bugiardo decide di allontanarlo, Sam ricatta Bree dicendogli che racconterà alla polizia che Andrew molti anni fa aveva investito Juanita Solis, in quanto Danielle lo rivelò durante la cena; Sam infatti odia Andrew e la sua famiglia perché loro hanno avuto tutto quello che Rex non ha dato a lui e dunque decide di prendersi l'attività di Bree. La donna si vede costretta ad assecondare la sua richiesta. Bree presa dalla tristezza chiede a Andrew il permesso di dire alla sua amica Gabrielle di quello che Andrew ha fatto alla suocera, e il ragazzo acconsente.

### Settima stagione
In seguito alla perdita dell'attività Andrew si rifugia nell'alcool, inoltre Alex rompe con lui. Bree decide di aiutarlo facendolo andare agli alcolisti anonimi, Andrew decide di assumersi la responsabilità delle sue azioni e di scusarsi con Carlos per quello che ha fatto alla madre. Bree non è d'accordo ma Andrew decide di lasciarla fuori dalla faccenda per via del fatto che lei è stata sempre troppo opprimente nel proteggerlo, ma rimprovera se stesso ammettendo che gliel'ha sempre permesso. Andrew si scusa con Carlos parlando a cuore aperto e l'uomo decide di perdonarlo.

### Ottava stagione
Andrew si presenta a sua madre con una nuova sorpresa, la sua fidanzata. Bree è estremamente sorpresa quando Andrew le dice che quella dell'omosessualità era solo una fase, ma Bree non gli crede e infatti scopre che la ragazza di Andrew è l'ereditiera di una ricca famiglia e che il figlio vuole sposarla solo per soldi. Bree riesce a farli lasciare e Andrew si arrabbia con lei dicendo che quel matrimonio lo avrebbe salvato dalla sua pessima situazione economica, per via del fatto che non ha più un lavoro e ha perso la casa. Ma Bree gli fa capire che quello non è il modo giusto per risolvere i suoi problemi e che è disposta a ospitarlo a casa sua finché la sua situazione non migliorerà. Andrew si sente a disagio a rivolgersi sempre alla madre ogni volta che ha dei problemi ma Bree gli dice che se non lo facesse allora lei avrebbe fallito nel suo ruolo di genitore, e per tanto Andrew decide di tornare a vivere con Bree in attesa che la sua situazione migliori.